# Intèrpret d'ordres
|  | Per al programa que simula el funcionament d'un terminal vegeu: Emulador de terminal. Per al tipus d'interfície d'usuari vegeu: Línia d'ordres |

Un intèrpret d'ordres és un programa informàtic que té la capacitat de traduir les ordres que introdueixen els usuaris, mitjançant un conjunt d'instruccions facilitades per ell mateix directament al nucli i al conjunt d'eines que formen el sistema operatiu.
Les ordres s'introdueixen seguint la sintaxi incorporada per aquest intèrpret, dins de l'entorn proporcionat per l'emulador de terminal, mitjançant un inductor que espera que li siguin introduïdes les ordres o instruccions  PROMPT> nomcomanda opcions /ruta/cap/al/o/als/fitxers 
En ingressar l'ordre amb la tecla 'Intro', l'intèrpret analitza la seqüència de caràcters ingressada i, si la sintaxi de l'ordre és correcta, l'executa, recorrent per a això a les funcions que ofereix el sistema operatiu o el programa que representa, bé sigui un gestor de dades de banc, una sessió de FTP, de ssh, etc. La resposta a l'usuari es representa al monitor o en forma de segon pla. Es treballa de manera interactiva, és a dir, usuari i màquina es comuniquen de forma successiva.
Incorporen característiques com ara control de processos, encaminament d'entrada/sortida, llistat i lectura de fitxers, protecció, comunicacions i un llenguatge d'ordres per escriure programes per lots o (scripts o guions). Un dels intèrprets més coneguts, és el Bourne Shell, el qual va ser l'intèrpret usat en les primeres versions d'Unix i es va convertir en un estàndard de facto.